# Oflag 63
Oflag 63 – niemiecki obóz jeniecki okresu II wojny światowej.
Wiosną 1941 roku w jednym z zachodnich okręgów wojskowych Trzeciej Rzeszy powołano komendę obozu i batalion wartowniczy. Obóz zorganizowano w Prökuls (Priekulė). Do połowy sierpnia do oflagu 63 przybyło 3000 sowieckich jeńców. Komenda obozu i kontrwywiad nie zdążyły jeszcze wydzielić jeńców przewidzianych do selekcji. Obsada obozu została skierowano do Dłutowa w celu przygotowania nowego obozu dla jeńców.

## Obsada komendy obozu
- komendant obozu – major Focke
- adiutant komendanta – kapitan Werner
- oficer kontrwywiadu – podporucznik Schlee
- oficer obozowy – porucznik Frolich